# Georg Zitzler
Georg Zitzler, auch Georg Zizler (* 8. Dezember 1903 in Amberg; † 24. Mai 1986 in Regensburg) war ein deutscher Politiker (CSU). Er war von 1948 bis 1952 Oberbürgermeister der Stadt Regensburg und wurde anlässlich eines von ihm erlassenen Verbotsbeschlusses zum Zeigen eines umstrittenen Films bundesweit bekannt.

## Leben

### Bis 1945
Der Sohn eines Buchhändlers absolvierte eine Lehre als Maschinenbauer und erhielt im Anschluss eine Fortbildung in Arbeitsrecht und Sozialpolitik. Er betätigte sich gewerkschaftlich und wirkte zunächst als Vertrauensmann für den Christlichen Metallarbeiterverband, für den er ab 1928 hauptberuflich als Sekretär arbeitete. Vor 1933 war er Mitglied der Bayerischen Volkspartei (BVP).Georg Zitzler war seit 1933 mit Marianne Zitzler, geb. Unsicker, verheiratet.
Nach der Machtübernahme der Nationalsozialisten wurde Zitzler kurzzeitig in „Schutzhaft“ genommen. Er verlor seine Stellung als Gewerkschaftssekretär und arbeitete im Anschluss als Kassierer für den Katholischen Begräbnisverein
Nach erneuter Entlassung war er bis 1945 als Bezirksdirektor bei einer Versicherung tätig.

### Nachkriegszeit nach 1945
Zitzler beteiligte sich 1945 an der Gründung der CSU und wurde im selben Jahr in den Beirat der Stadt Regensburg berufen. Von 1946 bis 1978 war er gewähltes Mitglied des Stadtrates und dort zeitweise Vorsitzender der CSU-Fraktion.
Zitzler war von Februar bis Juni 1946 Mitglied des Beratenden Landesausschusses für Bayern und kandidierte im Anschluss für die Verfassunggebende Landesversammlung. Bei der ersten Landtagswahl 1946 wurde er über den Wahlkreis Niederbayern/Oberpfalz als Abgeordneter in den Bayerischen Landtag gewählt, dem er bis 1950 angehörte. Im Landtag war er von 1947 bis 1950 Mitglied des Ausschusses für Sozialpolitische Angelegenheiten, des Ausschusses für Grenzlandfragen und des Ausschusses für Entnazifizierungsfragen, von 1948 bis 1950 war er Mitglied des Ausschusses für Kulturpolitische Fragen und im Jahre 1950 Mitglied des Ausschusses Bayern Pfalz.
Vom 1. Juli 1948 bis zum 30. April 1952 bekleidete Zitzler das Amt des Oberbürgermeisters der Stadt Regensburg. In dieser Zeit kam es 1951 in vielen Städten der Bundesrepublik zu heftigen Auseinandersetzungen um den Film Die Sünderin mit Hildegard Knef. In Regensburg eskalierten die Auseinandersetzungen und es kam zu einem spektakulären Polizeieinsatz. Die damalige  katholische Filmbewertungsstelle hatte ein Verbot zum Zeigen des Films erlassen und Zitzler wurde von den Befürwortern des Verbots aufgefordert, das Verbot in Regensburg durchzusetzen. Zitzler lehnte die Forderung mit dem Argument ab, dass keine Bedrohung zur Beschädigung von Personen oder Sachwerten zu befürchten sei. Daraufhin begannen die Befürworter des Verbots, die Einrichtungen des betreffenden Kinos zu beschädigen und die Gegner des Verbots zu bedrohen. Nun sah sich Zitzler gezwungen, das Zeigen des Films zu verbieten und es kam zu einem Polizeieinsatz, der im Bundesgebiet Aufsehen erregte. Die Gegner des Verbots gaben jedoch ihre Proteste nicht auf und es kam im Stadtrat zu einer Abstimmung. Mit der Mehrheit von einer Stimme wurde der Verbotsbeschluss wieder aufgehoben. Diese Vorkommnisse machten die Stadt Regensburg damals bundesweit bekannt.
Von 1954 bis 1974 war er Mitglied des Bezirkstags der Oberpfalz.

## Ehrungen und Auszeichnungen
- 1971: Bundesverdienstkreuz 1. Klasse
- 1977: Silberne Bürgermedaille der Stadt Regensburg[2]